# Княжий Міст
Княжий Міст — село в Україні, у Яворівському районі Львівської області. Населення — 734 особи. Орган місцевого самоврядування — Судововишнянська міська рада.

## Історія
Село засноване 1940 року.
8 вересня 2016 року Судововишнянська міська рада, в ході децентралізації, об'єднана з Судововишнянською міською громадою.
17 липня 2020 року, в результаті адміністративно-територіальної реформи та ліквідації Мостиського району, село увійшло до складу Яворівського району.
В селі знаходиться мурована церква Різдва Пресвятої Богородиці. Село завжди належало до парафії в Бортятині і не мало своєї церкви. У 1990 р. мешканці приступили до спорудження свого храму за довоєнним проєктом типу одноверхих церков Василя Нагірного, затвердженим єпархією. Храм був посвячений преосвященнішим владикою Филимоном Курчабою 21 вересня 1992 р. Парох - о. Михайло Венгерак.

## Населення

### Мова
Розподіл населення за рідною мовою за даними перепису 2001 року:
| Мова            | Кількість | Відсоток |
| --------------- | --------- | -------- |
| українська      | 659       | 99.40%   |
| російська       | 2         | 0.30%    |
| німецька        | 1         | 0.15%    |
| інші/не вказали | 1         | 0.15%    |
| Усього          | 663       | 100%     |

## Транспорт
Через село проходить залізнична лінія Львів — Мостиська II, на якій розташований пасажирський зупинний пункт Княжий Міст.